# Coreno Ausonio
Coreno Ausonio é uma comuna italiana da região do Lácio, província de Frosinone, com cerca de 1.736 habitantes. Estende-se por uma área de 26 km², tendo uma densidade populacional de 67 hab/km². Faz fronteira com Ausonia, Castelforte (LT), Castelnuovo Parano, Minturno (LT), Santi Cosma e Damiano (LT), Spigno Saturnia (LT), Vallemaio.

## Demografia
| Variação demográfica do município entre 1861 e 2011                               |
|                                                                                   |
| Fonte: Istituto Nazionale di Statistica (ISTAT) - Elaboração gráfica da Wikipedia |